# Anzat-le-Luguet
Anzat-le-Luguet ist eine französische Gemeinde mit 174 Einwohnern (Stand: 1. Januar 2022) im Département Puy-de-Dôme in der Region Auvergne-Rhône-Alpes (vor 2016: Auvergne). Sie gehört zum Arrondissement Issoire und zum Kanton Brassac-les-Mines (bis 2015: Kanton Ardes).

## Geografie
Anzat-le-Luguet ist die südlichste Gemeinde des Départements Puy-de-Dôme. Sie liegt 49 Kilometer südlich von Clermont-Ferrand am Ostabhang des Zentralmassivs. Durch das Gemeindegebiet fließt die Couze d’Ardes, ein linker Nebenfluss des Allier. Ganz im Norden entspringt die Auze. Anzat-le-Luguet wird umgeben von den Nachbargemeinden Saint-Alyre-ès-Montagne und Mazoires im Norden, Apchat im Nordosten, Leyvaux im Osten, Laurie im Südosten, Molèdes und Vèze im Süden, Marcenat im Westen sowie Montgreleix im Westen und Nordwesten.

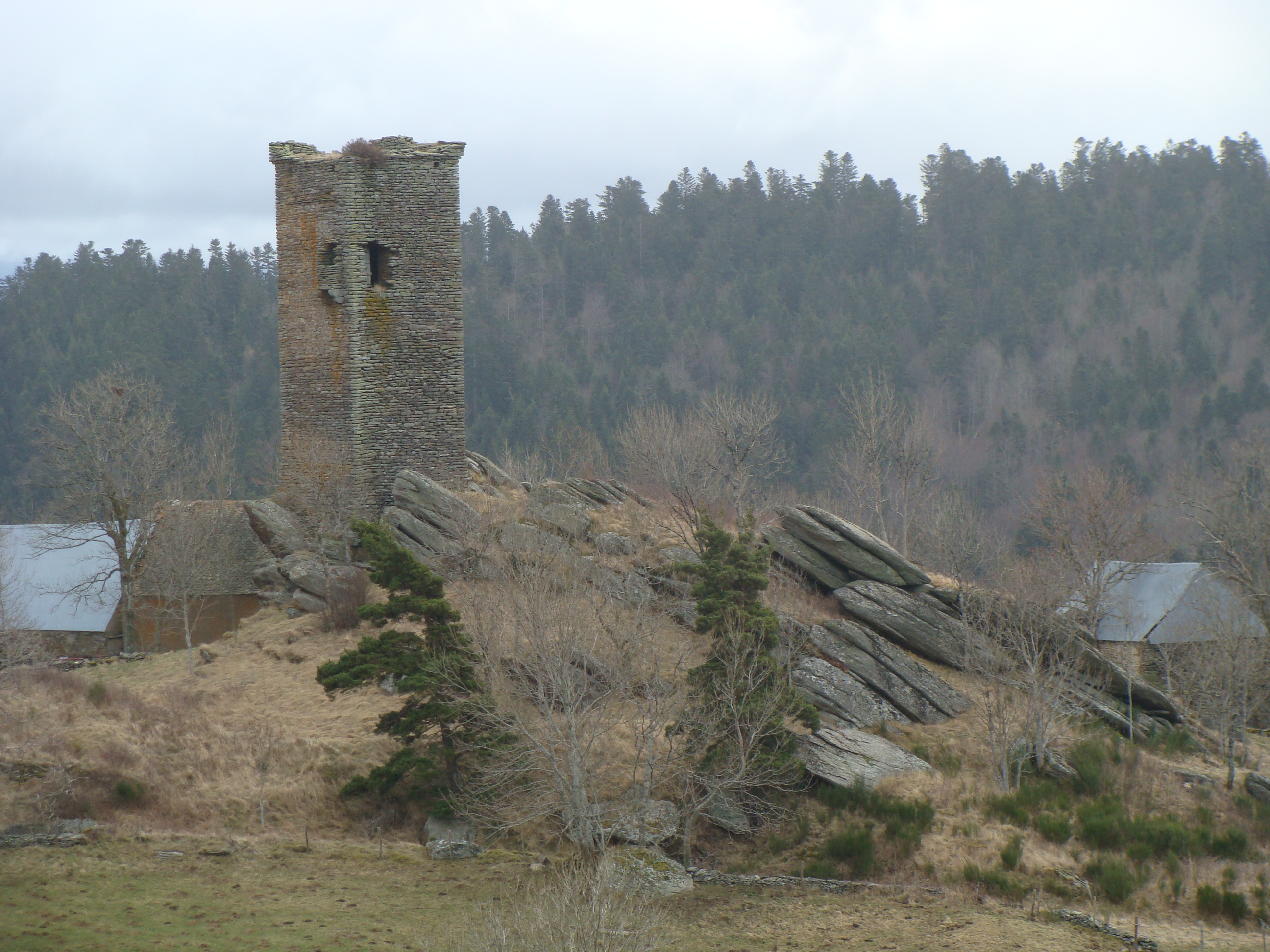
Tour de Besse beim zur Gemeinde gehörenden Dorf Besse

## Bevölkerungsentwicklung
| Jahr                       | 1962 | 1968 | 1975 | 1982 | 1990 | 1999 | 2006 | 2013 |
| Einwohner                  | 613  | 540  | 448  | 377  | 295  | 238  | 209  | 184  |
| Quellen: Cassini und INSEE |      |      |      |      |      |      |      |      |

## Sehenswürdigkeiten
- Kirche Mariä Himmelfahrt
- Mittelalterlicher Wachturm Tour de Besse
- Museum
- Ruinen der früheren Burg